# Fatti bella per te
Fatti bella per te è un brano musicale interpretato dalla cantautrice italiana Paola Turci, che ha presentato in gara in occasione del Festival di Sanremo 2017, primo singolo estratto dall'album Il secondo cuore.

## Descrizione
La canzone è stata scritta dalla stessa Paola Turci in collaborazione con Giulia Anania, Luca Chiaravalli e Davide Simonetta.
Per il brano, presentato al Festival di Sanremo 2017 e classificatosi 5º, è stato stampato anche un 45 giri in edizione limitata. Il lato A contiene Fatti bella per te, mentre il lato B la cover del brano Un'emozione da poco, portata al successo da Anna Oxa, di cui sono autori Guido Guglielminetti e Ivano Fossati, presentata da Paola Turci nella terza serata della kermesse. Il vinile in 45 giri è di colore rosso.

## Video musicale
Il videoclip ufficiale del brano è stato pubblicato l'11 febbraio 2017 sul canale YouTube della casa discografica Warner Music Italy, ed è stato diretto da Claudio Zagarini e Giada Job.

## Tracce
Download digitale
1. Fatti bella per te – 3:32 (Luca Chiaravalli, Davide Simonetta, Paola Turci, Giulia Anania)

45 giri
1. Fatti bella per te – 3:32
2. Un'emozione da poco – 2:51

## Formazione
- Paola Turci – voce, cori, chitarra elettrica
- Luca Chiaravalli – arrangiamento, arrangiamento legni, tastiere, pianoforte, programmazioni
- Davide Simonetta – cori, arrangiamento, tastiere, chitarra elettrica, programmazione
- Chicco Gussoni – chitarra elettrica
- Nicola Pastori – chitarra acustica
- Matteo Bassi – basso
- Emiliano Bassi – batteria
- Serafino Teradesi – violino
- Marco Righi – violoncello
- Massimo Zanotti – arrangiamento legni, tromba, trombone, tromba bassa, corno, corno francese

## Classifiche
| Classifica (2017) | Posizione massima |
| ----------------- | ----------------- |
| Italia            | 26                |